# Sommer-Paralympics 2016/Teilnehmer (Kamerun)
| stlisierte Goldmedaille | stlisierte Silbermedaille | stlisierte Bronzemedaille |
| ----------------------- | ------------------------- | ------------------------- |
| —                       | —                         | —                         |

Kamerun entsandt einen Athleten zu den Paralympischen Sommerspielen 2016 in Rio de Janeiro, den Leichtathleten Christian Gobe. Dieser trat im Kugelstoßen F55 an und belegte mit einer Weite von 10,28 Metern den achten Rang im Finale.

## Teilnehmer nach Sportart

### Leichtathletik
| Männer         |                 |   |   |   |   |         |   |   |
| Christian Gobe | Kugelstoßen F55 | - | - | - | - | 10,28 m | 8 | 8 |